# الممارسة الزراعية السليمة

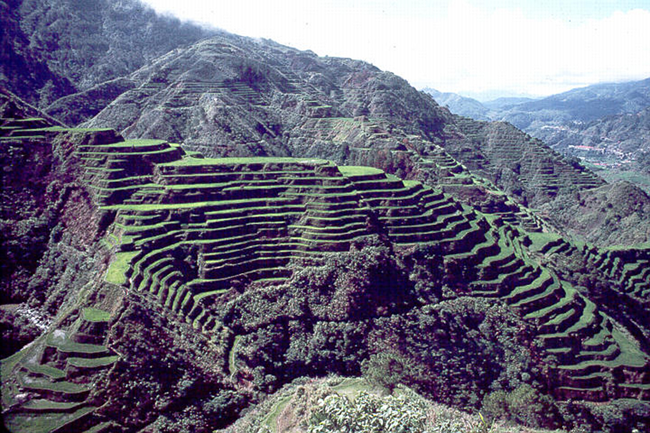

المُمَارسة الزِراعية السَليمة (جاب) هي مَجمُوعة طُرق مُحَددة، حِينما يتم تَطبيقها للزراعةِ، تُنتِج طِعامًا للمُستهلكين أو للمُعالجة بشكلٍ آمِن وصحي. وفي حين أَن هُناك العَديد مِن التعريفات المُتنافسة فيما يَخص أي الطُرق تُحَدد المُمارسة الزراعية السَليمة هناك عدة مُخططات مُتَفق عليها بشكلٍ واسعٍ والتي يُمكن للمُنتجين أَن يَلتزموا بِها.

## التنظيمُ الغِذائي والزِراعي للمُمارسة الزِراعية السَليمة الخاصة بالأممِ المُتحدة
تُستخدم مُنظمة الزراعة والغذاء التابعة للأمم المتحدة (فاو) المُمارسة الزراعية السَليمة مجموعة مِن المَبادئ التي تُطبَق على الإنتاج داخل المزرعة وعمليات ما بَعد الإنتاج، مُنتجةً مُنتجات غِذائية وغير-غذائية صِحية وآمنة، آخذةً في الحُسبان الاستدامة الاقتصادية، الاجتماعية والبيئية.
وقد تُطَبَق المُمارسات الزراعية السليمة على نطاقٍ واسعٍ مِن أنظمة الزراعة وبمقاييس مختلفة. وتُطبق مِن خلال طرق الزراعة المستدامة،
الإنتاج الاقتصادي الفعَّال لإنتاج الغذاء الكافي (الأمن الغذائي)، الآمن (سلامة الغذاء)، والمغذي (جودة الغذاء)؛ الأبحاث التي تعمل للدول النامية وأستراليا. مُرتجع 25 نوفمبر 2007.
تَحتاج المُمارسات الزراعية السليمة للحفاظ على قاعدة بيانات مشتركة لتقنيات الإنتاج المُتكاملة لكلٍ مِن المَناطق الزراعية-البيئية الكُبرى (انظر منطقة بيئية)، وبالتالي تَجميع، تَحليل ونَشر مَعلومات المُمارسات السليمة بالتناسبِ مع السِياق الجُغرافي.

## برنامج الممارسات الزراعية السَليمة الخاص بوِزارة الزِراعة للولاياتِ المُتحدة الأمريكية
تعمل خِدمة التسويق الزراعي الخاصة بوزارة الزراعة للولايات المتحدة الأمريكية على برنامج تَدقيق/توثيق للتحَقُق مما إذا كَانت المَزارع تَقوم باستِخدام المُمارسات أو المُعاملات الزراعية السليمة. وهو برنامج تطوعي يتم استخدامه مِن قِبلِ القائمين على أعمال التنمية والتعبئة للوُصول إلى مُتطلباتٍ تعاقُدية مع مُشترين التجزئة والخدمات الغذائية. وقد بدء التنفيذ في هذا البرنامج في عام 2002 بعد التِماس قِطاع الزراعة في نيو جيرسي وزارة الزراعة الأمريكية لتنفيذ برنامج تدقيقيًا للتَحقق مِن التَوافق مع إعلان إدارة الغذاء والدواء عام 1998 تحت عنوان «دليل لتقليل أخطار الأمن الغذائي الميكروبية للفاكهة الطازجة والخضروات».
وقد حُدِثَ البرنامج مراتٍ عدة منذ عام 2002، مُتضمنًا برامج توثيقية إضافية مثل بَرامج الدقيق الخاصة بالسلعِ مِن الفِطر، الطماطم، الأوراق الخضراء، والشمام. وفي عام 2009، شاركت وزارة الزراعة الأمريكية في مُبادرة تنسيق المُمارسات الزراعية السَليمة والتي «نَسَقت» 14 مِن أكبر معايير التحقيق للمُمارسات الزِراعية السَليمة في أمريكا الشمالية، والتي تسببت في إطلاقِ وتنفيذ إنتاج مِعيار أمان الغذاء المنسق الخاص بالممارسات الزراعية السليمة عام 2011.

## إنتاجية أصحاب الحِيازات الصَغيرة
مِن المُتوقع أَن يزداد الطلب على المحاصيلِ الزراعيةِ للضِعْف مع نمو الحَصيلة السُكانية لما يُقارب 9,1 مليار نسمة بحلول عام 2050. وسيتطلب زيادة كمية وجودة الأغذية المنتجة استجابةً للطلبِ المُتزايد زيادةً في الزراعة. إن المُمارسات الزراعية السليمة، مَمزوجةً بالاستِعمال والمجهود الصحيح، غالبًا ما ستكون واحدة من أفص\ضل الطرق لزيادة إنتاجية أصَحاب الحِيازات الصغيرة. العديد من الأعمال الزراعية تبني سلاسل تزويد مُستدامة لزيادةِ الإنتاج وتحسين الجودة.

## التُربة
للمزيد مِن المعلومات: (سماد طبيعي، نشارة، تربة الأصص، سماد عضوي، أمراض التربة المعدية)
تقليل التَعرية بالرياحِ والماءِ عن طريق الإحاطة وحفر الخنادق.
وضع السِماد بكمياتٍ معقولةٍ وفي أوقاتٍ مناسبةٍ (أي عندما يحتاج النبات للسماد)، وهذا لتَجنب الفيضان (انظر طريقة اتزان النيتروجين).
استعادة أو الحِفاظ على المحتوى العضوي للتربة، بواسطة وضع الروث، استخدام الرعي، والدورة الزراعية.
تقليل مشاكل ضغط التربة (بتجنب استخدام الآلات الميكانيكية الثقيلة).
الحفاظ على تركيبة التربة، عن طريق تقليل ممارسة الحراثة الثقيلة FAO : GAP : FAO GAP Principles : Soil.
وضع السِماد الأخضر عن طريق زراعة البقوليات مثل اللوبيا.

## الماء
مُمارسة الري المُجَدول، مع مُراقبة احتياجات النبات، ووضع احتياطي التربة المائي لتَجنب فُقدان المياه بواسطة الصرف.
تجنب تمليح التربة بحد امدادات المياه حَسب الحاجة، وإعادة تدوير المياه وقتما أمكن.
إدارة جدول الري بعناية، بحدِ مخارج المياه الغزيرة.
استعادة والحفاظ على الأراضي الرطبة (انظر أهوار).
تزويد نقاط سقاية جيدة للماشية (FAO : GAP : FAO GAP Principles : Water).

## صحة، عناية وإنتاج الحيوان
احترام حُسن مَعيشة الحيوان (تحريره من الجوع والعطش؛ تحريره من الضيق؛ تحريره من الألم، الإصابة أو المرض؛ تحريره ليتصرف على طبيعته؛ تحريره من الخوف والقلق)
تجَنب التشوية الغير-علاجي، العمليات الجراحية أو الاختراقية، مثل تقصير الذيل أو الآذان وإزالة المنقار؛
تجنب الآثار السيئة على مساحاتِ الأرض، البيئة والحياة: تلويث أرض الرعي، الغذاء، الماء، الهواء.
التحقق مِن السِلعِِ، التدفقات، وحافظ على هيكلةِ النظام.
تجنب ادخال الكيماويات والترسبات الدوائية لسلسلة الغذاء.
تقليل الاستخدام الغير-علاجي للمضادات الحيوية والهرمونات.
تجنب إطعام الحيوانات باستخدام نِفايات الحيوانات أو المواد الحيوانية (لتقليل خطر العدوي الخارجية أو الجينات العابرة-للفصائل، أو البريونات مثل مرض جنون البقر)،
التقليل من نقلِ الحيوانات الحية (باستخدام الأقدام، القضبان الحديدية أو الطرق) (تقليلًا لخطرِ الأوبئة، مثل الحمى القلاعية).
تَجنب فيضانات النفايات (مثل تلوث جداول المياه بالنترات بواسطة الخنازير)، فقدان المغذيات وانبعاثات الغازات الدفيئة (الميثان من البقر).
تفضيل استخدام معايير السلامة القياسية في التعامل مع الأدوات.
تطبيق عمليات تَتبُعية على كاملِ سلسلةِ الإنتاج (التربية، التغذية، المعالجة الدوائية...) لأمان المُستهلك والرجوع إليها في حالةِ أزمةٍ غذائيةٍ (مثل الديوكسين) FAO : GAP : FAO GAP Principles : Animal Health and Welfare.

## قراءات أخرى
- "Good Agricultural Practices Manual". Joint Institute for Food Safety and Applied Nutrition, University of Maryland. أغسطس 2010. مؤرشف من الأصل في 22 يونيو 2012. اطلع عليه بتاريخ 15 يوليو 2012. (Free download)
- Luning, edited by P. A.; Devlieghere, F.; Verhé, R. (2006). Safety in the agri-food chain. Wageningen, The Netherlands: Wageningen Academic Publishers. ISBN:90-76998-77-9. OCLC:60375200. {{استشهاد بكتاب}}: |مؤلف= باسم عام (مساعدة)صيانة الاستشهاد: أسماء متعددة: قائمة المؤلفين (link)

## وصلات خارجية
- USDA GAP/GHP Program
- FDA-CFSAN Guide to Minimize Microbial Food Safety Hazards for Fresh Fruits and Vegetables
- Working with Smallholders: A Handbook for Firms Working with Smallholders provides case studies on good agricultural practices